# Re:jazz

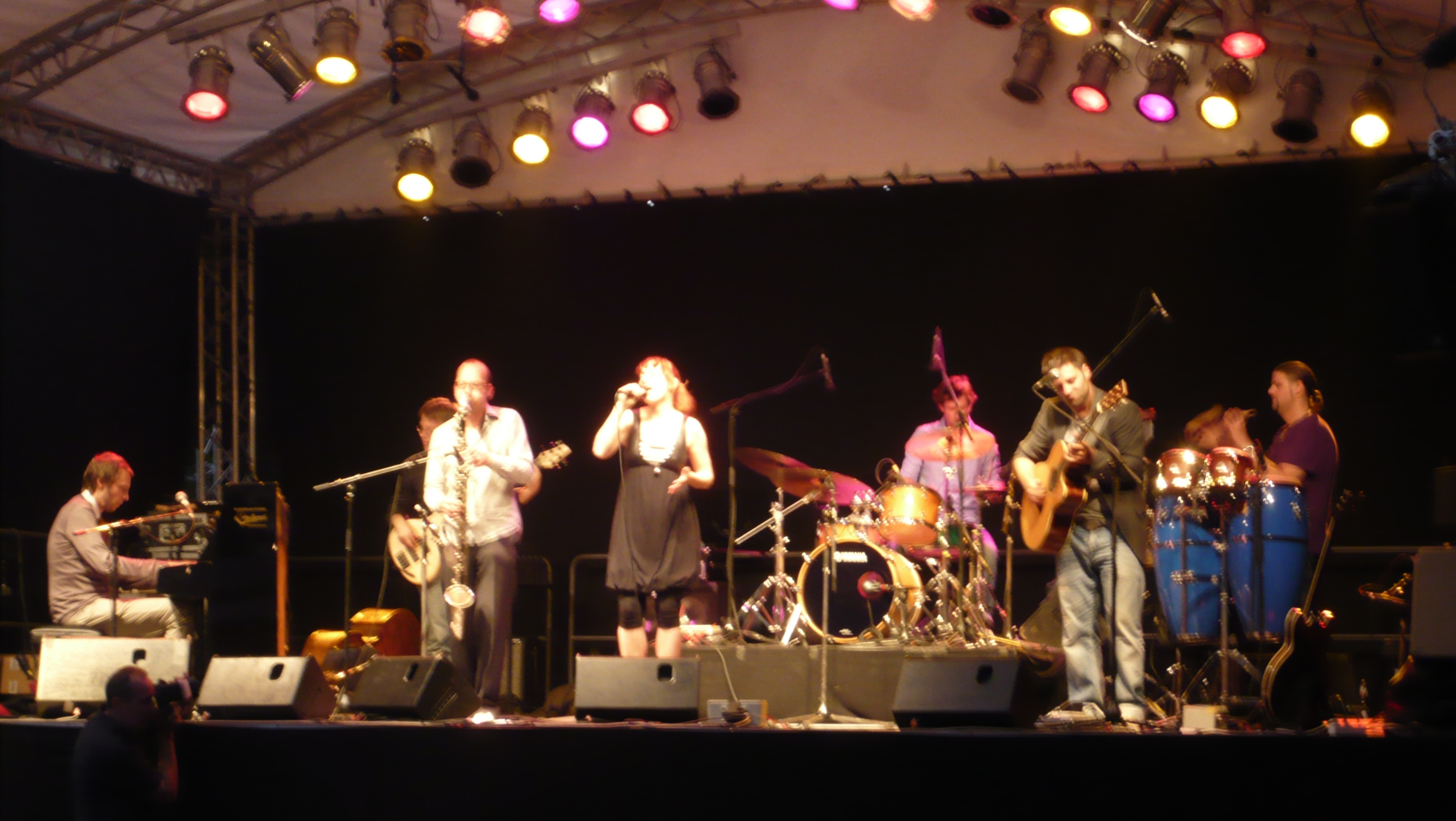
Re:Jazz live beim Museumsuferfest in Frankfurt

[re:jazz] ist eine Jazz-Band aus Deutschland. Kopf der Band ist Pianist und Arrangeur Matthias Vogt. Zur festen Besetzung der Liveband gehören außerdem Sängerin Mediha Rustempasic (seit 2011, davor Inga Lühning), Saxofonist Oliver Leicht, Gitarrist Jan Stürmer (seit 2006, davor Hanno Busch), Percussionist Heiko Himmighoffen, Bassist Andreas Manns und der Schlagzeuger Volker Schmidt. Letztgenannte bilden mit Matthias Vogt auch das Matthias Vogt Trio, aus dem [re:jazz] hervorgegangen sind, und die auch als eigene Band spielen und aufnehmen.

## Bandgeschichte
Das erste Album [re:jazz] von 2002 entstand auf Idee der Infracom-Labelmacher Jan Hagenkötter und Namé Vaughn. Matthias Vogt wurde von den beiden beauftragt, akustische Jazzbearbeitungen von Infracom-Titeln zu erstellen. Zusätzlich zu Vogts Trio wurden zahlreiche Gastmusiker ins Studio gebeten, unter anderem Till Brönner, Joy Denalane, Erik Truffaz, Nathan Haines oder Linda Carriere. Aus dem Projekt [re:jazz] wurde eine feste Liveband; bald begannen die Arbeiten für das zweite Album, Point of View, diesmal mit akustischen Jazzversionen von elektronischen Stücken aus dem Umfeld von Infracom, z. B. „Donaueschingen“ vom Label Compost. Auch diesmal waren namhafte Gäste mit von der Partie, darunter Nils Petter Molvær, Viktoria Tolstoy, Nils Wogram oder tok tok tok. 2006 sind auf dem dritten Album von [re:jazz] erstmals eigene Stücke zu hören, daneben aber auch Coverversionen von bekannten Elektronikstücken wie „Finally“ von Ce Ce Peniston oder „Rock It“ von Herbie Hancock.

## Diskografische Hinweise
Alle Veröffentlichungen erschienen auf Infracom.
- 2002 – Infracom! Presents re:jazz (CD/LP)
- 2003 – (re:mix) (CD/3×LP)
- 2004 – Point of View (CD/2×LP)
- 2006 – Expansion (CD/2×LP)
- 2008 – Nipponized (CD)
- 2010 – Electrified (CD)
- 2012 – Kaleidoscope (CD)

### Video
- 2008 – Live at Motion Blue Yokohama (CD+DVD)